# Gemeinde Domžale

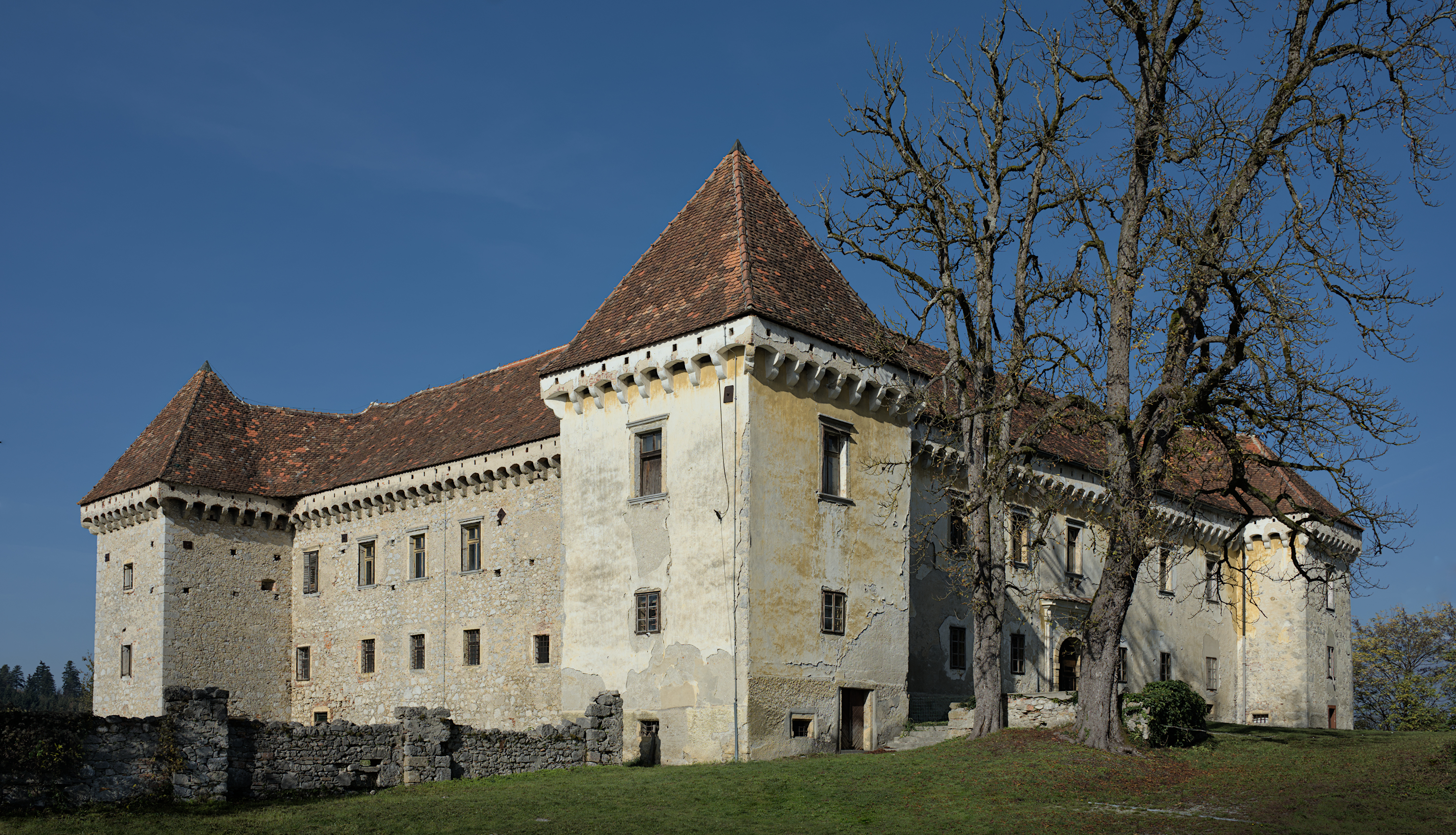
Schloss Krumperk, Gemeinde Domžale

Die Gemeinde Domžale (deutsch: Domschale, älter auch Domseldorf) ist eine Gemeinde in Slowenien in der historischen Region Oberkrain, Zentralslowenien. Hauptort und Gemeindesitz ist die Stadt Domžale.

## Ortschaften und Siedlungen der Gemeinde
Die Gemeinde umfasst 50 Ortschaften und Siedlungen. Die deutschen Exonyme in den Klammern stammen aus der Mitte des 19. Jahrhunderts und werden heutzutage nicht mehr verwendet.
| - Bišče - Brdo (Berdo) - Brezje pri Dobu (Bresie) - Brezovica pri Dobu (Bresowiz) - Češenik, 147 - Depala vas (Depelsdorf) - Dob (Aich) - Dobovlje - Dolenje - Domžale (Domschale) - Dragomelj (Dragomel) - Goričica pri Ihanu (Goritschiza) - Gorjuša (Gorjusche) - Homec (Homez) - Hudo - Ihan (Jauchen) - Jasen - Kokošnje (Kokosne) | - Količevo (Kolitschou) - Kolovec (Gerlachstein) - Krtina (Kertina) - Laze pri Domžalah (Lase) - Mala Loka (Kleinlack) - Nožice (Noschze) - Podrečje (Podretsche) - Prelog, 685 - Preserje pri Radomljah - Pšata (Bescheid) - Rača (Ratscha) - Račni Vrh (Latschenberg) - Radomlje (Radomle) - Rodica (Rodiza) | - Rova (Rau) - Selo pri Ihanu - Spodnje Jarše (Unterjarsche) - Srednje Jarše (Jarsche) - Studenec pri Krtini (Studenz) - Sveta Trojica (Heilige Dreifaltigkeit) - Šentpavel pri Domžalah (Sankt Paul) - Škocjan - Škrjančevo (Skerjantschen) - Turnše (Turnsche) - Vir (Wir) - Zaboršt - Zagorica pri Rovah (Sagoriza) - Zalog pod Sveto Trojico - Zgornje Jarše (Oberjarsche) - Žeje (Scheje) - Želodnik - Žiče (Schitsche) |

## Sehenswürdigkeiten
- Pfarrkirche St. Martin in Dob[4]
- Schloss Krumperk in der Nähe von Gorjuša[5]
- Villa Plečnik in Homec[6]
- Landschaftsschutzpark Češenik-Prevoje-Gmajne

## Nachbargemeinden
| Mengeš    | Kamnik                                      | Lukovica |
| Trzin     | Kompassrose, die auf Nachbargemeinden zeigt | Moravče  |
| Ljubljana | Dol pri Ljubljani                           |          |

## Sendeanlage Domžale
In Domžale befindet sich seit 1928 ein Mittelwellensender des slowenischen Rundfunks. Er sendet sein Programm auf der Mittelwellenfrequenz 918 kHz mit einer Leistung von 600 Kilowatt aus und ist in den Nachtstunden in weiten Teilen Europas gut zu empfangen.

## Sport
Der Fußballverein NK Domžale war in der Saison 2016/17 slowenischer Pokalsieger und konnte sich damit für die UEFA Europa League qualifizieren.
Der KK Helios Domžale ist ein Basketballverein, der in Domžale ansässig ist. Er gewann 2015/16 den Alpe Adria Cup und spielte in der Saison 2016/17  in der supranationalen Adriatischen Basketballliga (ABA-Liga).
Domžale war einer der Spielorte bei der U-17-Fußball-Europameisterschaft 2012 (Vorrunde, Gruppe A).